# Goukouni Oueddei
Goukouni Oueddei (Zouar, 1944) è un politico ciadiano.
È stato Presidente del Ciad dal marzo all'aprile 1979 e dal settembre 1979 al giugno 1982.

## Biografia
Figlio di Oueddei Kichidemi, capo della nazione Tedas nel nord del Paese, è entrato in politica alla fine degli anni '60 come membro del Fronte di liberazione nazionale del Ciad (FROLINAT), guidato da Abba Siddick. Il FROLINAT si oppose al dominio politico di cui godevano i meridionali sotto la presidenza di François Tombalbaye e sostenne la partecipazione dei popoli del centro e del nord del paese. Dopo l'assassinio di Tombalbaye nel 1975, le tensioni tra i due estremi geografici si intensificarono in una convulsa guerra civile che travolse diversi gruppi politici del Ciad, ma anche Libia, Stati Uniti e Francia. Il conflitto interno, con diverse fasi, durò fino agli anni Ottanta. Oueddei vedeva nel regime dittatoriale di Tombalbaye uno strumento per la continuità dell'egemonia francese in Ciad.
Il 23 marzo 1979 fu acclamato presidente del governo di transizione di unità nazionale (GUNT), che cercava la riconciliazione tra le fazioni in conflitto: l'intesa portò, il 10 novembre dello stesso anno, a dichiarare Oueddei (filolibico) come capo di stato, Wadel Abdelkader Kamougué (un moderato meridionale) vicepresidente, Hissène Habré (un nordista filo-occidentale) Ministro della Difesa e Acyl Ahmat (un arabo strettamente legato alla Libia) ministro degli Esteri.
Le rivalità personali (soprattutto tra gli ex alleati Oueddei e Habré) limitarono l'efficacia del governo e contribuirono alla percezione di Oueddei come un burattino indeciso del leader libico Muammar al-Gheddafi; fu affacciata persino una proposta libica di annettere il Ciad o almeno la striscia di Auzù. In un disperato tentativo di salvare il suo governo, Oueddei nominava Djidingar Dono Ngardoum come primo ministro il 19 maggio 1982. Tuttavia, il GUNT fu rovesciato il 7 giugno dai seguaci di Habré. Oueddei  volò in esilio in Algeria, Acyl rimase ucciso in un incidente e Kamougué perse gran parte della sua base mentre Habré consolidava il suo potere in una dittatura militare centralizzata.
Nel 1983 Oueddei tornava in Ciad, con un consistente aiuto libico, per combattere il regime di Habré attraverso la guerriglia. Era l'avversario ciadiano più riconosciuto e le sue opinioni avevano un peso significativo, sebbene Habré gli offrisse concessioni limitate nel tentativo di riconciliarsi con lui. Come è poi emerso, l'ex presidente aveva chiesto una nuova Costituzione e la liberalizzazione dell'attività dei partiti politici, su cui Habré non era d'accordo. L'intesa saltò e Oueddei rimase all'estero mentre Habré governava da solo, reprimendo gli oppositori.
Oueddei incontrò il successivo Presidente del Ciad Idriss Deby il 17 aprile 2007 a Libreville (Gabon), per discutere i modi per porre fine alla seconda guerra civile: affermando che il Ciad è in grave pericolo, Oueddei espresse la speranza di poter usare la sua "autorità morale" per salvarlo, dichiarando che, da parte sua, avrebbe voluto poter tornare dall'esilio in futuro, aggiungendo che Déby aveva accettato di accoglierlo. Il 19 aprile, però , i leader di entrambi i gruppi ribelli hanno respinto l'offerta di mediazione di Oueddei: pertanto la sua visita in Ciad, il 30 luglio del 2007, accompagnato da altri oppositori esiliati dal regime, per una discussione con Déby, si concluse senza effetti e tutti tornarono a Libreville lo stesso giorno.